# New Song (canción de Howard Jones)
«New Song» es el primer sencillo del cantante y compositor inglés Howard Jones, lanzado en agosto de 1983.
Alcanzó el número 3 en la UK Singles Chart del Reino Unido. Fue lanzado en los Estados Unidos a principios de 1984, alcanzando el número 27 en la lista Billboard Hot 100.  
La canción apareció más tarde en el álbum de estudio debut de Jones, Human's Lib en 1984. 

## Vídeo musical
El video comienza en una planta de procesamiento de alimentos, donde el personaje de Jones trabaja como cuidador. Cuando el dueño llega al sitio, Jones se quita el overol del uniforme y comienza a cantar a sus compañeros. Uno de ellos, un hombre con maquillaje teatral en blanco y negro se quita el overol y comienza a bailar a través de la fábrica. Cuando el jefe comienza a barrer el piso, Jones, el bailarín y varios empleados se amontonan en su auto de lujo y se van. Jones y el bailarín luego visitan una estación de metro (específicamente la Estación de Holborn) para actuar para los clientes, luego visitan a un limpiador de ventanas y le piden que se tome un descanso de su trabajo. Finalmente, los dos llegan a una escuela e interrumpen a una clase de estudiantes rebeldes, que los siguen afuera para jugar en el césped, seguidos por su maestro.

## Lista de canciones
sencillo 7" (Reino Unido)
1. "New Song" – 4:16
2. "Change the Man" – 4:30

sencillo 7" (Estados Unidos)
1. "New Song" – 4:16
2. "Conditioning" – 4:02

maxi 12"
1. "New Song" (extended mix) – 5:21
2. "Change the Man" – 4:30
3. "Conditioning" – 4:55

## Posicionamiento en listas
| Lista (1989)                          | Máxima posición |
| ------------------------------------- | --------------- |
| Alemania (Offizielle Deutsche Charts) | 19              |
| Australia (Kent Music Report)         | 60              |
| Canadá (The Record)                   | 16              |
| Estados Unidos (Billboard Hot 100)    | 27              |
| Irlanda (IRMA)                        | 3               |
| Reino Unido (UK Singles Chart)        | 3               |
| Suecia (Sverigetopplistan)            | 10              |
| Suiza (Schweizer Hitparade)           | 15              |